# Jack Torrance
John (Jack) Torrance (Weathersby (Mississippi), 20 juni 1912 - Baton Rouge, 11 november 1969) was een Amerikaanse atleet, die in de jaren dertig van de twintigste eeuw zeer succesvol was bij het kogelstoten. Hij verbeterde diverse malen het wereldrecord op dit atletiekonderdeel, waarbij zijn laatste record veertien jaar lang overeind bleef. Hij was de eerste kogelstoter ter wereld die de 17 metergrens passeerde en nam eenmaal deel aan de Olympische Spelen.

## Biografie

### Vijf wereldrecords in vijf maanden
Torrance begon zijn sportloopbaan als Americanfootballspeler aan de Louisiana State University in Baton Rouge. Later stapte hij over op atletiek, waar hij zich toelegde op het kogelstoten.
In 1934 bereikte hij op dit onderdeel zijn top en vestigde hij binnen een periode van vijf maanden een onwaarschijnlijke serie wereldrecords, waarbij hij vrijwel in zijn eentje het kogelstoten op een hoger plan bracht door de beste wereldprestatie in vijf stappen met meer dan één meter te verbeteren. Op 24 maart 1934 in Lafayette begonnen met 16,30 m, eindigde Torrance op 5 augustus 1934 in het Bislett Stadion in Oslo met de toentertijd onwaarschijnlijk geachte afstand van 17,40. De toeschouwers die dit zagen gebeuren, schreeuwden werkelijk van verrukking. Men ging op de stoelen staan om beter te kunnen kijken naar het tafereel dat zich op het middenveld ontspon. Torrance werd door zijn teammanager omhelst, terwijl zijn ploeggenoten een soort krijgsdans uitvoerden. Naderhand maakte Torrance voor het uitzinnige publiek een ererondje.
Sommige verslaggevers waren van mening dat deze prestatie van Torrance, die 1,90 m lang was en maar liefst 138 kilo woog, bewees dat het kogelstoten in verschillende gewichtsklassen moest worden ingedeeld. 'Een man van 75 kilo is ernstig gehandicapt wanneer hij strijd moet leveren met iemand van 138 kilo', zo werd gesteld.

### Zesde wereldrecord met twee handen
Een dag na zijn gedenkwaardige prestatie vestigde Jack Torrance in het Bislett Stadion andermaal een wereldrecord, ditmaal bij het kogelstoten met beide handen, tegenwoordig geen gangbaar atletieknummer meer. Door met zijn rechterarm 16,73 te stoten en met zijn linker 11,95, kwam Torrance uit op een totaal van 28,68, precies 1 cm verder dan de tot dan toe beste wereldprestatie van de Hongaar János Darányi, drie jaar ervoor. De Noorse verslaggever Charles Hoff, zelf ex-wereldrecordhouder polsstokhoogspringen, vond het maar niks. "Een wereldrecordhouder in het kogelstoten die hulpeloos is met zijn linkerhand, is afschuwelijk om te zien. Het moet niet worden toegestaan om toeschouwers zoiets te laten zien. Het is slecht voor de sport. Als Torrance zich erop zou concentreren om ook zijn linkerarm te trainen, zou hij het wereldrecord kogelstoten met beide handen voorbij de 31 meter kunnen brengen." Hoff was duidelijk voorstander van gelijkwaardiger prestaties met beide handen. Aangezien dit nummer echter zelden in een atletiekprogramma werd opgenomen, namen atleten niet de moeite om er speciaal voor te trainen.
Twee jaar later was Torrance tijdens de Olympische Spelen in Berlijn duidelijk over zijn hoogtepunt heen, al sukkelde hij in die periode ook met zijn gezondheid. Hij kwam niet verder dan een voor zijn doen schamele 15,38 in een wedstrijd die tot genoegen van Adolf Hitler werd gewonnen door de Duitser Hans Woellke met 16,20. De prestatie van Woellke betekende een nieuw olympisch record, maar bleef ver verwijderd van het wereldrecord van Torrance, dat pas in 1948 door Charles Fonville zou worden verbeterd.
Vanwege zijn reusachtige verschijning werd Jack Torrance, die van beroep politieagent was, wel "Baby Jack" en "Baby Olifant" genoemd.

## Titels
- NCAA kampioen kogelstoten - 1933, 1934[3]
- Amerikaans kampioen kogelstoten - 1933, 1934, 1935[4]
- Amerikaans indoorkampioen kogelstoten - 1935[5]

## Persoonlijk record
| Onderdeel   | Prestatie       | Datum           | Plaats |
| ----------- | --------------- | --------------- | ------ |
| kogelstoten | 17,40 m (ex-WR) | 5 augustus 1934 | Oslo   |

## Wereldrecords
| Afstand | Datum           | Plaats      |
| ------- | --------------- | ----------- |
| 17,40 m | 5 augustus 1934 | Oslo        |
| 16,89 m | 30 juni 1934    | Milwaukee   |
| 16,80 m | 21 april 1934   | Des Moines  |
| 16,32 m | 21 april 1934   | Baton Rouge |
| 16,30 m | 24 maart 1934   | Lafayette   |

## Palmares

### kogelstoten
- 1936: 5e OS - 15,38 m